# 473e centre d'entraînement de district
« 44e division école de chars » redirige ici. Pour les unités homonymes, voir 44e division.
Le 473e centre d'entrainement de district (numéro d'unité militaire 31612) est un centre de formation des forces terrestres russes, issu d'une unité soviétique. Il est situé à Ielanski (ru), juste à l'ouest de Kamychlov, dans l'oblast de Sverdlovsk, dans la district militaire central.

## Historique

### Division de chars
Le centre hérite de l'histoire de la 279e division de fusiliers (ru) (2e formation). En mai 1946, la 279e division de fusiliers Lissitchanskaïa, du Drapeau rouge, devient la 23e brigade de fusiliers indépendante puis le 12 septembre 1953 la 61e division mécanisée à Kamychlov. La 44e division de chars est formée à partir de la 61e division mécanisée le 10 juin 1957, rattaché au 63e corps d'armée du district militaire de l'Oural. Sa composition devient la suivante :
- 324e régiment de chars (ex-53e régiment de chars et d'automoteurs lourds[5],[6],[7])
- 347e régiment de chars (ex-74e régiment de chars[6],[7])
- 383e régiment de chars
- 213e régiment de fusiliers motorisés[8]
- 917e régiment d'artillerie[9]
- 491e groupe d'artillerie antiaérienne
- 1381e bataillon indépendant de reconnaissance
- 1147e bataillon de sapeurs
- 158e bataillon de transmissions[10]
- Compagnie de défense chimique
- 216e bataillon médical sanitaire
- Bataillon automobile.

La division devient une division école de chars en avril 1962.

### Centre d'entraînement soviétique puis russe
Le 1er septembre 1987, la 44e division école de chars devient le 473e centre de formation du district.
En 2004, le 469e centre d'entraînement de district (anciennement la 43e division école de fusiliers motorisés) fusionne dans le centre. Dans les années 2000, le centre a mauvaise réputation, avec des accusations de nombreux suicides de conscrits (en).

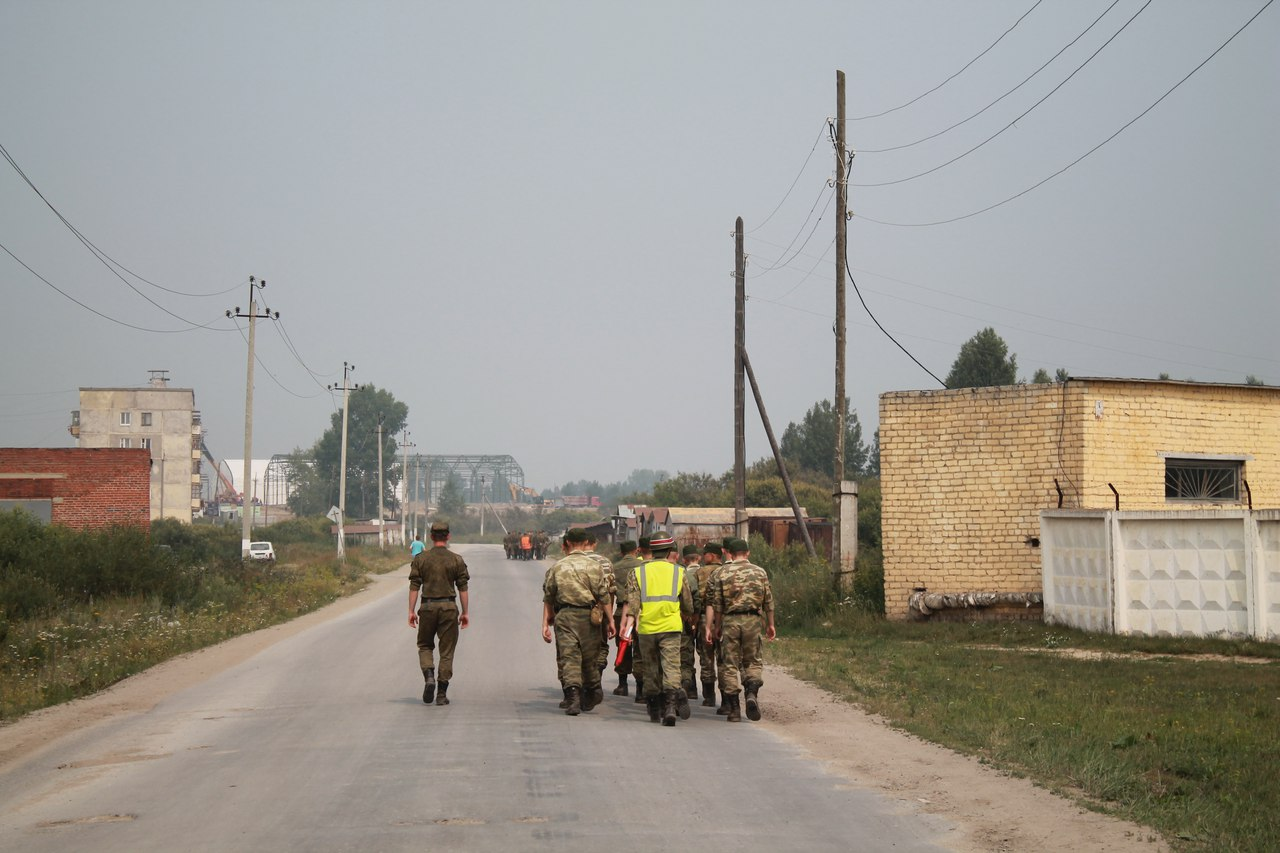
Soldats russes près de Ielanski, 2016.

Le 473e centre est rattaché au district militaire central à partir de 2010. Le centre continue dans les années 2010 à avoir des problèmes de discipline.
En 2015, le centre a la composition suivante :
- 104e régiment école de fusiliers motorisés
- 225e régiment école de fusiliers motorisés
- 32e régiment école de chars (ex-324e régiment)
- 158e bataillon indépendant de transmissions
- 90e bataillon indépendant NRBC
- Bataillon indépendant de remontage et d'entretien
- 55e compagnie automobile école
- Compagnie médicale
- Compagnie de soutien matériel
- Compagnie de sécurité